# Arlo Guthrie
Arlo Guthrie (Brooklyn (New York), 10 juli 1947) is een Amerikaans folkzanger.
Guthrie is een zoon van Woody Guthrie en Marjorie Mazia. Op 13-jarige leeftijd begon hij al op te treden en werd hij geïnspireerd door zijn vader en Pete Seeger. Hij groeide op met de muziek van Lead Belly, Cisco Houston, Ramblin' Jack Elliott, Sonny Terry en the Weavers.
Een van zijn meest bekende werken is "Alice's Restaurant", een "talking blues" nummer dat bijna 19 minuten duurt. Guthrie wist het nummer bij liveoptredens soms op te rekken tot 45 minuten. Het verhaal is gebaseerd op een waargebeurd voorval en fungeert als een protest tegen de Vietnamoorlog.

## Discografie
- Alice's Restaurant (1967)
- Arlo (1968)
- Running Down the Road (1969)
- Alice's Restaurant Soundtrack (1969)
- Washington County (1970)
- Hobo's Lullaby (1972)
- Last of the Brooklyn Cowboys (1973)
- Arlo Guthrie (1974)
- Together in Concert (1975), met Pete Seeger
- Amigo (1976)
- The Best of Arlo Guthrie (1977)
- One Night (1978)
- Outlasting the Blues (1979)
- Power of Love (1981)
- Precious Friend (1982), met Pete Seeger
- Someday (1986)
- All Over the World (1991)
- Son of the Wind (1992)
- 2 Songs (1992)
- More Together Again (1993), met Pete Seeger
- Alice's Restaurant: The Massacree Revisited (1996)
- Mystic Journey (1996)
- This Land Is Your Land: An All American Children's Folk Classic (1997)
- Banjoman: A Tribute to Derroll Adams (2002)
- Live In Sydney (2005)
- In Times Like These (2007)
- 32¢ Postage Due (2008)
- Tales Of '69 (2009)
- Every Hundred Years (2010)
- Rehashed (2013)
- Here Come The Kids (2014), Live
- First 50 Years (Exceptin' Alice) (2015)
- The Best of All Over The World (2016)
- Alice's Restaurant 50th Anniversary Massacree (2016)

## NPO Radio 2 Top 2000
Van Arlo Guthrie stond alleen City of New Orleans in 1999 in de NPO Radio 2 Top 2000, op plek 1685.
- Bibsys: 4028782
- Biblioteca Nacional de España: XX962034
- Bibliothèque nationale de France: cb138948469 (data)
- CiNii: DA14283989
- Gemeinsame Normdatei: 134394011
- International Standard Name Identifier: 0000 0000 7839 7627
- Library of Congress Control Number: n86025306
- Nationale Bibliotheek van Letland: 000070311
- MusicBrainz: b8efe8ac-45db-4a71-bb51-c1503986172f
- Bibliotheek van het Japanse parlement: 00513652
- Nationale Bibliotheek van Tsjechië: xx0049347
- Nationale bibliotheek van Australië: 60976546
- Nationale Bibliotheek van Israël: 987007442431505171
- Nederlandse Thesaurus van Auteursnamen: 072227451
- Réseau des bibliothèques de Suisse occidentale: 02-A006154467
- Istituto Centrale per il Catalogo Unico: UBOV510465
- LIBRIS: 319287
- SNAC: w6zw23qw
- Système universitaire de documentation: 075705745
- Trove: 1821878
- Virtual International Authority File: 85614323
- WorldCat: E39PBJrCbJQ8bHp96bFMY9RHYP